# Parc du sanatorium (Tallinn)
Le parc du sanatorium (estonien : Sanatooriumi park) est un parc situé dans l'arrondissement de Nõmme à Tallinn en Estonie .

## Présentation
Le parc du sanatorium est construit entre les rues Pargi  tänav, Sihi tänav et Põllu tänav. 
La superficie du parc est de 18,4 hectares.
Les plantations sont dominées par les pins. 
Le parc est construit autour d'un ancien sanatorium. 

## Galerie

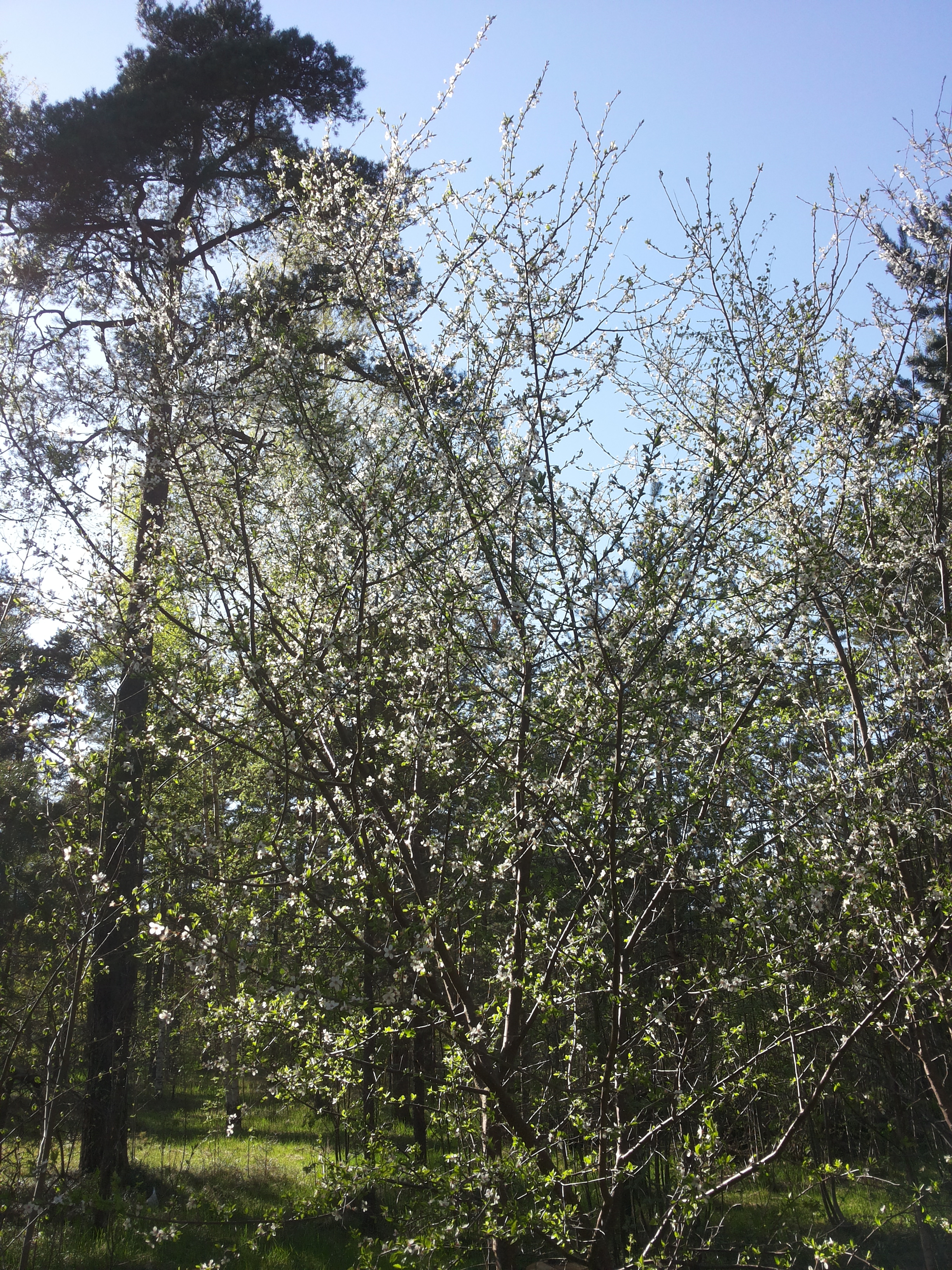